# Pittyvaich
Pittyvaich, war eine Whiskybrennerei in Dufftown, Banffshire, Moray, Schottland. Der erzeugte Brand war somit der Whiskyregion Speyside zuzuordnen.

## Geschichte
Die Brennerei wurde 1974 von Arthur Bell & Sons gegründet. 1975 nahm die Brennerei den Betrieb auf. Sie war konzipiert als Schwesterbetrieb der Dufftown-Brennerei und sollte Malt Whisky zur Herstellung von Blends produzieren. Zum Brennen wurden Pot Stills verwendet, wobei jeweils zwei Grob- (Wash Stills) und Feinbrandblasen (Spirit Stills) zur Verfügung standen. Im Jahre 1993 wurde der Betrieb jedoch wieder geschlossen. In den folgenden Jahren fanden noch Versuche zur Herstellung von Gordon’s Gin statt. Im Jahre 2002 wurden die Gebäude abgerissen.

## Abfüllungen
Die erste halboffizielle Abfüllung eines Single Malt Whiskys von Pittyvaich wurde 1991 im Rahmen der Flora-and-Fauna-Reihe verausgabt. Zuvor waren schon mehrere Abfüllungen unabhängiger Abfüller darunter Signatory und Cadenhead’s auf den Markt gebracht worden.

## Weiterführende Informationen
- Bildmaterial und Informationen zur Brennerei bei scotlandsplaces.gov.uk